# Bartramia cygnea
Bartramia cygnea là một loài rêu trong họ Bartramiaceae. Loài này được Mont. mô tả khoa học đầu tiên năm 1845.